# Tysklands vice förbundskansler

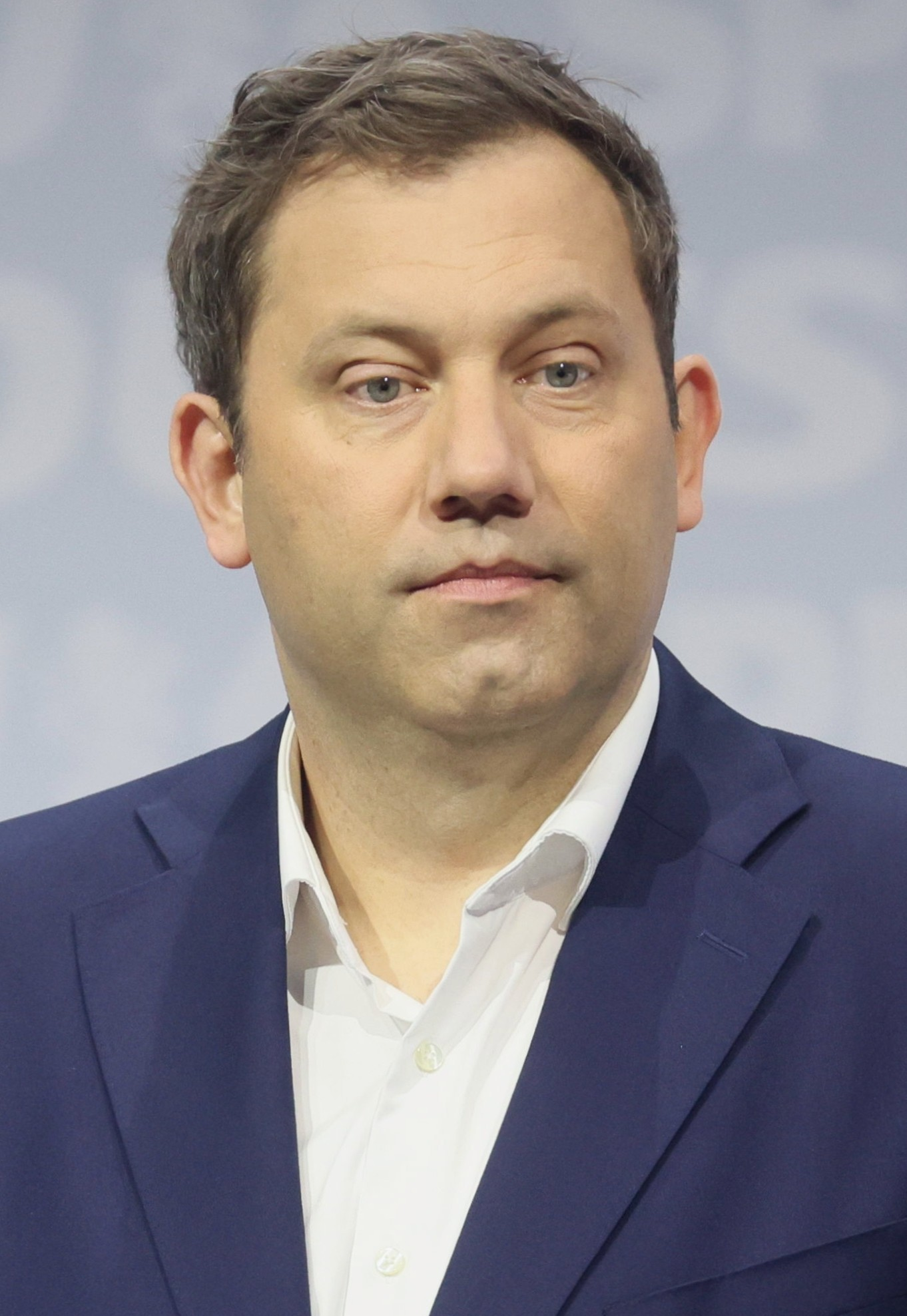
Lars Klingbeil (SPD), den nuvarande vicekanslern (2025).

Tysklands vice förbundskansler eller Tysklands vicekansler (på tyska officiellt:der Stellvertreter des Bundeskanzlers eller informellt der Vizekanzler) är Tysklands förbundskanslers ställföreträdare och alltså ställföreträdande regeringschef.  Nuvarande vicekansler i Regeringen Merz är sedan 6 maj 2025 Lars Klingbeil (SPD).
En manlig vicekansler för en kvinnlig förbundskansler tituleras formellt der Stellvertreter der Bundeskanzlerin medan en kvinnlig ställföreträdare tituleras die Stellvertreterin (des Bundeskanzlers/der Bundeskanzlerin), eller informellt die Vizekanzlerin.
I motsats till exempelvis USA:s vicepresident är vicekanslern inte ett av Tysklands grundlagsämbeten.  Kanslern har rätt att utse en av Tysklands regerings ministrar som sin temporära ställföreträdare, men vicekanslern blir inte automatiskt ny förbundskansler i händelse av dennes död eller förtida avgång.  Vicekanslern har som ställföreträdare rätt att utöva alla kanslerns plikter i dennes frånvaro; det har dock aldrig prövats om vicekanslern exempelvis även har rätt att kräva en förtroendeomröstning för kanslern i Tysklands förbundsdag.

## Historia

### Vicekanslerer före 1949
Ämbetet skapades ursprungligen under det Tyska kejsardömet i mars 1878 genom Stellvertretungsgesetz, som gav Tysklands rikskansler, då Otto von Bismarck, rätt att utse en ställföreträdare bland ministrarna.  Den förste ställföreträdaren blev Otto zu Stolberg-Wernigerode.

#### Tyska kejsardömet

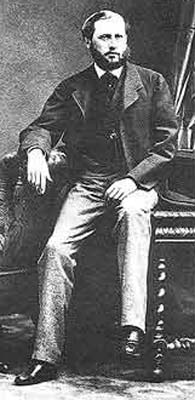
Otto zu Stolberg-Wernigerode, vicekansler under Otto von Bismarck 1878-1881.

Tysklands rikskanslers ställföreträdare:
1. Otto zu Stolberg-Wernigerode, 1 juni 1878 - 20 juni 1881.
2. Karl Heinrich von Boetticher, 20 juni 1881 - 1 juli 1897, inrikesminister.
3. Arthur von Posadowsky-Wehner, 1 juli 1897 - 24 juni 1907, inrikesminister.
4. Theobald von Bethmann Hollweg, 24 juni 1907 - 14 juli 1909, inrikesminister.
5. Clemens von Delbrück, 14 juli 1909 - 22 maj 1916, inrikesminister.
6. Karl Helfferich, 22 maj 1916 - 9 november 1917, inrikesminister till 23 oktober 1917.
7. Friedrich von Payer (FVP), 9 november 1917 - 10 november 1918.

#### Weimarrepubliken

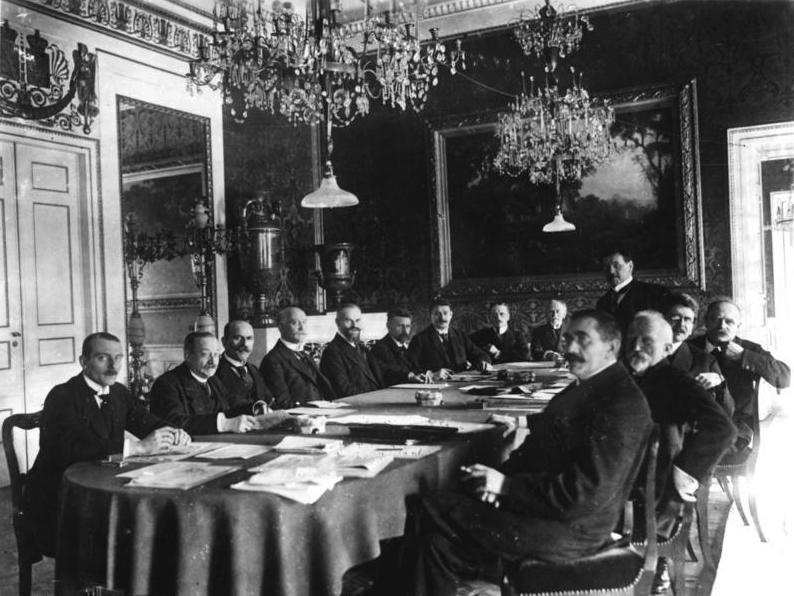
Första regeringssammanträdet för Philipp Scheidemanns regering, 13 februari 1919. Ställföreträdande ministerpresident Eugen Schiffer är tredje från vänster.

Motsvarande ämbete existerade även under Weimarrepublikens konstitution.
Ställföreträdande ministerpresidenter:
- Eugen Schiffer (DDP), 13 februari - 19 april 1919, finansminister.
- Bernhard Dernburg (DDP), 30 april - 20 juni 1919, finansminister.
- Matthias Erzberger (Zentrum), 21 juni - 3 oktober 1919 (till 14 augusti 1919 som ställföreträdande ministerpresident), finansminister.

Ställföreträdande rikskanslerer:
- Eugen Schiffer (DDP), 3 oktober 1919 - 27 mars 1920, justitieminister.
- Erich Koch-Weser (DDP), 27 mars 1920 - 21 juni 1920, inrikesminister.
- Rudolf Heinze (DVP), 25 juni 1920 - 4 maj 1921, justitieminister.
- Gustav Bauer (SPD), 10 maj 1921 - 14 november 1922, statskasseminister.

Posten vakant 1922-1923.
- Robert Schmidt (SPD), 13 augusti 1923 - 3 november 1923, återuppbyggnadsminister.
- Karl Jarres (DVP), 30 november 1923 - 15 december 1924, inrikesminister.

Posten vakant 1925-1927
- Oskar Hergt (DNVP), 28 januari 1927 - 12 juni 1928, justitieminister.

Posten vakant 1928-1930.
- Hermann Dietrich (DDP och DStP), 30 mars 1930 - 30 maj 1932, finansminister från 26 juni 1930.

Posten vakant 1932-1933.

#### Under Nazityskland

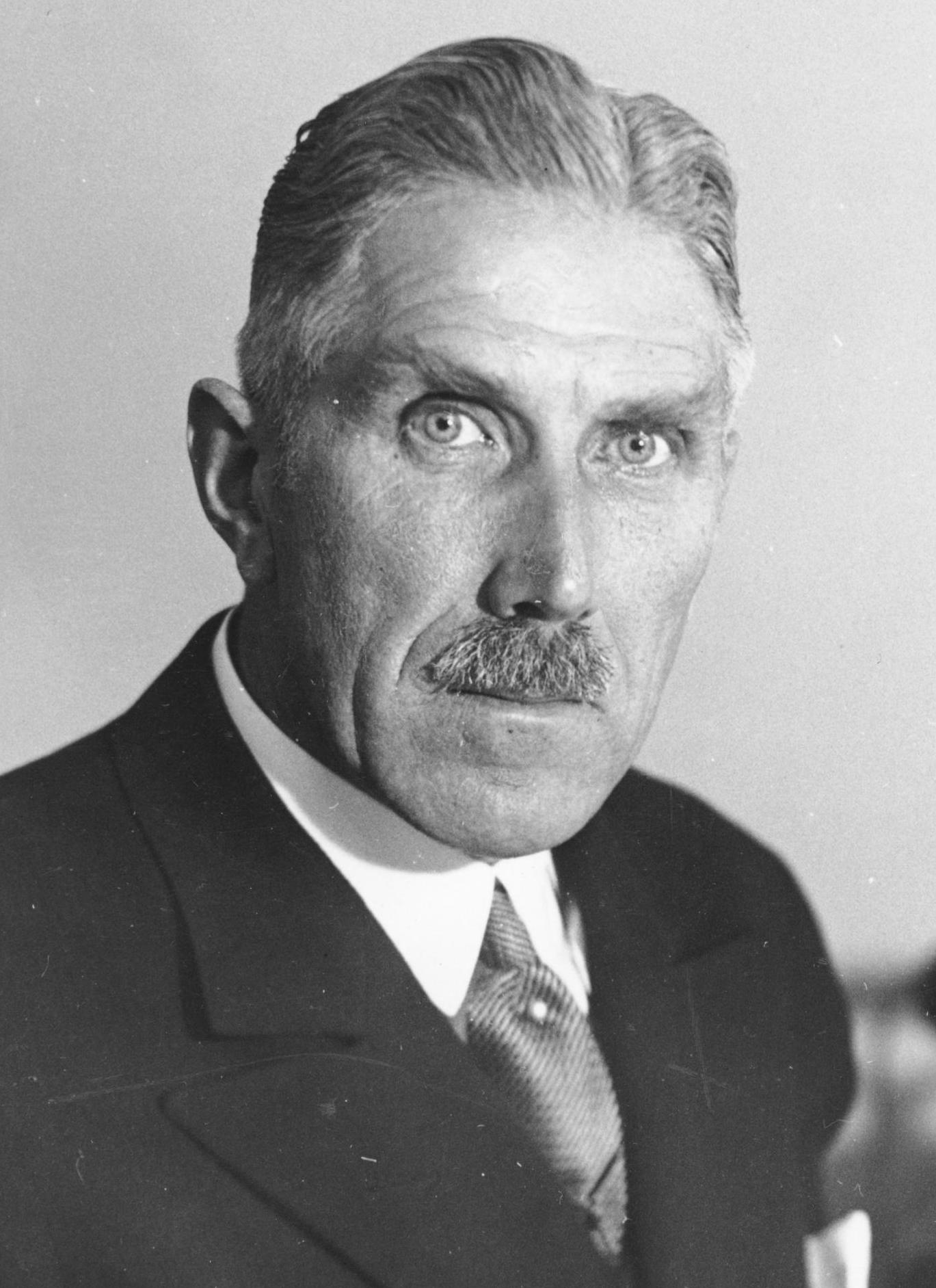
Franz von Papen, vice rikskansler under Adolf Hitler 1933-1934

Under Nazityskland upphörde posten i och med Franz von Papens avgång 1934.
- Franz von Papen (partilös), 30 januari 1933 - 7 augusti 1934.

Rollen övertogs 1934 av Rudolf Hess (NSDAP) och sedermera 1941 av Martin Bormann (NSDAP), båda i egenskap av Führerns ställföreträdare.  Ingen av de personer som haft posten kom att efterträda Hitler under krigets slutfas 1945.

### Vicekanslerer under förbundsrepubliken 1949–

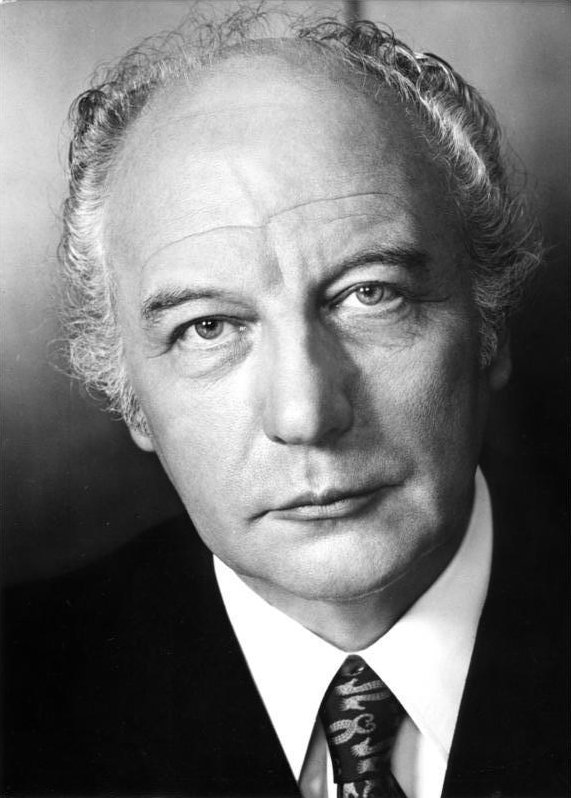
Walter Scheel, 1974

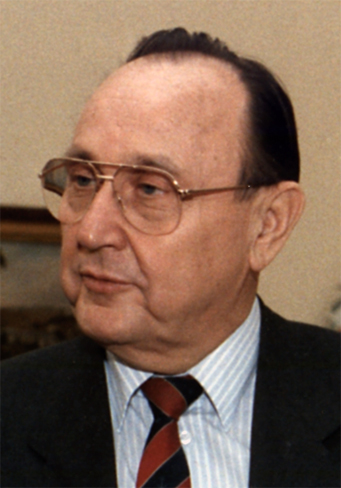
Hans-Dietrich Genscher, 1989.

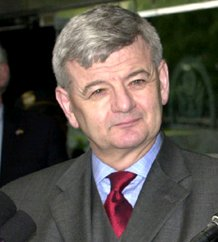
Joschka Fischer, vicekansler under Gerhard Schröder.

I artikel 69, första stycket i Tysklands grundlag (Grundgesetz), som trädde i kraft i Västtyskland 23 maj 1949, omnämns vicekanslerns roll, genom att förbundskanslern har rätt att utse en ställföreträdare bland ministrarna; rollen kallas officiellt Stellvertreter des Bundeskanzlers.
Den ende vicekansler under Förbundsrepubliken Tysklands historia som temporärt trätt i funktion som förbundskansler är Walter Scheel, 7-16 maj 1974, efter att Willy Brandt avgått och förbundspresidenten Gustav Heinemann givit Scheel i uppdrag att temporärt leda regeringen.
Inom Tysklands regering har praxis varit att posten tilldelas partiledaren för det näst största partiet inom regeringskoalitionen, ofta tillsammans med posten som Tysklands utrikesminister. Vicekanslern Olaf Scholz (SPD) som tillträdde 2018 är samtidigt finansminister.

#### Lista över vicekanslerer sedan 1949
| Förbundskanslerns ställföreträdare | Förbundskanslerns ställföreträdare | Förbundskanslerns ställföreträdare  | Förbundskanslerns ställföreträdare | Förbundskanslerns ställföreträdare | Förbundskanslerns ställföreträdare | Förbundskanslerns ställföreträdare | Förbundskanslerns ställföreträdare | Förbundskanslerns ställföreträdare |
| Nr                                 | Nr                                 | Namn                                | Tillträde                          | Frånträde                          | Dagar i ämbetet                    | Parti                              | Ministerpost                       | Kansler (regering)                 |
| ---------------------------------- | ---------------------------------- | ----------------------------------- | ---------------------------------- | ---------------------------------- | ---------------------------------- | ---------------------------------- | ---------------------------------- | ---------------------------------- |
|                                    | 1                                  | Franz Blücher (1896–1959)           | 20 september 1949                  | 29 oktober 1957                    | 2961                               | FDP/FVP                            | Marshallplanen                     | Adenauer (I • II)                  |
|                                    | 2                                  | Ludwig Erhard (1897–1977)           | 29 oktober 1957                    | 16 oktober 1963                    | 2179                               | CDU                                | Näringsliv och teknologi           | Adenauer (III • IV • V)            |
|                                    | 3                                  | Erich Mende (1916–1998)             | 17 oktober 1963                    | 28 oktober 1966                    | 1108                               | FDP                                | Inomtyska relationer               | Erhard (I • II)                    |
|                                    |                                    |                                     | Ämbetet vakant                     | Ämbetet vakant                     | 10                                 |                                    |                                    |                                    |
|                                    | 4                                  | Hans-Christoph Seebohm (1903–1967)  | 8 november 1966                    | 1 december 1966                    | 23                                 | CDU                                | Trafik                             | Erhard (II)                        |
|                                    | 5                                  | Willy Brandt (1913–1992)            | 1 december 1966                    | 21 oktober 1969                    | 1056                               | SPD                                | Utrikes                            | Kiesinger (I)                      |
|                                    | 6                                  | Walter Scheel (född 1919)           | 22 oktober 1969                    | 16 maj 1974                        | 1667                               | FDP                                | Utrikes                            | Brandt (I • II)                    |
|                                    | 7                                  | Hans-Dietrich Genscher (född 1927)  | 16 maj 1974                        | 17 september 1982                  | 3046                               | FDP                                | Utrikes                            | Schmidt (I • II • III)             |
|                                    | 8                                  | Egon Franke (1913–1995)             | 17 september 1982                  | 1 oktober 1982                     | 15                                 | SPD                                | Inomtyska relationer och Utrikes   | Schmidt (III)                      |
|                                    |                                    |                                     | Ämbetet vakant                     | Ämbetet vakant                     | 2                                  |                                    |                                    |                                    |
|                                    | 9                                  | Hans-Dietrich Genscher (född 1927)  | 4 oktober 1982                     | 18 maj 1992                        | 3514                               | FDP                                | Utrikes                            | Kohl (I • II • III • IV)           |
|                                    | 10                                 | Jürgen Möllemann (1945–2003)        | 18 maj 1992                        | 21 januari 1993                    | 248                                | FDP                                | Näringsliv                         | Kohl (IV)                          |
|                                    | 11                                 | Klaus Kinkel (född 1936)            | 21 januari 1993                    | 27 oktober 1998                    | 2105                               | FDP                                | Utrikes                            | Kohl (IV • V)                      |
|                                    | 12                                 | Joschka Fischer (född 1948)         | 27 oktober 1998                    | 22 november 2005                   | 2583                               | GRÜNE                              | Utrikes                            | Schröder (I • II)                  |
|                                    | 13                                 | Franz Müntefering (född 1940)       | 22 november 2005                   | 21 november 2007                   | 729                                | SPD                                | Arbete och social                  | Merkel (I)                         |
|                                    | 14                                 | Frank-Walter Steinmeier (född 1956) | 21 november 2007                   | 28 oktober 2009                    | 707                                | SPD                                | Utrikes                            | Merkel (I)                         |
|                                    | 15                                 | Guido Westerwelle (1961–2016)       | 28 oktober 2009                    | 16 maj 2011                        | 565                                | FDP                                | Utrikes                            | Merkel (II)                        |
|                                    | 16                                 | Philipp Rösler (född 1973)          | 16 maj 2011                        | 17 december 2013                   | 947                                | FDP                                | Näringsliv och teknologi           | Merkel (II)                        |
|                                    | 17                                 | Sigmar Gabriel (född 1959)          | 17 december 2013                   | 14 mars 2018                       | 1 549                              | SPD                                | Näringsliv och teknologi           | Merkel (III)                       |
|                                    | 18                                 | Olaf Scholz (född 1958)             | 14 mars 2018                       | 8 december 2021                    | 1 365                              | SPD                                | Finans                             | Merkel (IV)                        |
|                                    | 19                                 | Robert Habeck (född 1969)           | 8 december 2021                    | 6 maj 2025                         |                                    | GRÜNE                              | Näringsliv & Klimatvärn            | Scholz (I)                         |
|                                    | 20                                 | Lars Klingbeil (född 1978)          | 6 maj 2025                         | nuvarande                          |                                    | SPD                                | Finans                             | Merz (I)                           |